# Silvergate Bank
Silvergate Bank fue un banco californiano que operó desde 1988 hasta 2023.
La compañía comenzó a brindar servicios para usuarios de criptomonedas en 2016 y realizó una oferta pública inicial en 2019. En noviembre de 2022, surgieron preocupaciones sobre la salud de Silvergate, luego de la caída de los precios de las criptomonedas y la quiebra de FTX. En marzo de 2023, el banco anunció planes para cerrar y liquidar.